# Aeroport Internacional de Moscou-Domodédovo
L'Aeroport Internacional de Moscou-Domodédovo M. V. Lomonóssov (rus: Международный аэропорт Домоде́дово имени М. В. Ломоносова, Mejdunarodni aeroport Domodédovo ímeni M. V. Lomonossova) (codi IATA: DME, codi OACI: UUDD) és el principal aeroport de Rússia. S'ubica al districte de Domodédovo de l'óblast de Moscou, a 42 quilòmetres del centre de la ciutat.
Moscou-Domodédovo transportà 22,25 milions de passatgers l'any 2010 i és un dels tres grans aeroports moscovites, juntament amb Xeremétievo i Vnúkovo. L'aeroport, construït amb la finalitat de gestionar el creixent tràfic aeri de llarga distància de la Unió Soviètica, fou inaugurat oficialment el maig del 1965.
El 25 de gener de 2011, un atemptat suïcida a l'àrea d'equipatges de l'aeroport provocà 35 morts i 152 ferits.